# Dendrobium laurensii
Dendrobium laurensii är en orkidéart som beskrevs av Johannes Jacobus Smith. Dendrobium laurensii ingår i släktet Dendrobium, och familjen orkidéer. Inga underarter finns listade i Catalogue of Life.